# Karl-Erik Sveiby
Karl-Erik Sveiby (1946) is een Zweeds wetenschapper in het kennismanagement. Hij heeft een eigen bedrijf – Sveiby Knowledge Associates (SKA) – en werkt aan de Zweedse Economische Hogeschool Hanken in Helsinki. Eerder was hij professor aan de Macquarie Graduate School of Management in Sydney.
Hij wordt gezien als de 'vader' van de Zweedse beweging in dit vakgebied – met onder meer Leif Edvinsson als volger. Sveiby publiceerde zijn eerste boek in 1986, waarin hij al vroeg de trend van kennisintensieve organisaties signaleerde. In 1990 schreef hij Kunskapsledning, dat wordt gezien als het eerste kennismanagementboek.
Sveiby was ook degene die de veel gebruikte onderverdeling van kenniskapitaal in klantkapitaal, individueel kapitaal en structureel kapitaal voorstelde. Zijn dissertatie uit 1994 was het eerste proefschrift ter wereld dat epistemologie gebruikte om een business case te interpreteren.

## Boeken
- 1986 – Kunskapsföretaget (Het knowhow-bedrijf), met Anders Risling
- 1987 – Managing Knowhow, met Tom Lloyd
- 1989 – Den osynliga balansräkningen (De onzichtbare balance sheet), met de Konradgroep
- 1990 – Kunskapsledning (Kennismanagement)
- 1991 – Chef i kreativ miljö (Manager in creatieve omgevingen)
- 1994 – Kunskapsflödet (De kennisstroom)
- 1994 – The Knowledge Organisation Introduction
- 1994 – Kreativitet och makt (Creativiteit en macht)
- 1994 – Towards a Knowledge Perspective on Organisation (dissertatie)
- 1994 – Kunskap är makt (Kennis is macht)
- 1997 – The New Organizational Wealth: Managing and Measuring Knowledge-Based Assets